# Clara Novello Davies

Clara Novello Davies (1896)

Clara Novello Davies (eigentlich Clara Davies, * 7. April 1861 in Cardiff; † 1. März 1943 in London) war eine walisische Gesangslehrerin und Chorleiterin.

## Leben und Werk
Clara Novello Davies Nachname lautete eigentlich nur Davies. Ihr Vater, der auch ihr erster Lehrer war, nannte sie Clara Novello nach der berühmten englischen Sopranistin Clara Anastasia Novello. Clara nahm dann den Doppelnamen Novello Davies als professionellen Künstlernamen an.
Clara Novello Davies sang zunächst Konzerte und wechselte dann ihre Tätigkeit und wurde Chordirigentin. Sie gründete 1883 den Royal Welsh Ladies’ Choir und unternahm mit diesem erfolgreiche Konzertreisen in Großbritannien, Frankreich, den Vereinigten Staaten und Südafrika. Bei der Weltausstellung in Chicago 1893 und 1900 in Paris wurde der Chor mit Ersten Preisen ausgezeichnet.
Clara Novello Davies wurde von Queen Victoria (1894) und von King George und Queen Mary (1928) lobend erwähnt. Sie veröffentlichte eine Reihe von erfolgreichen Liedern wie beispielsweise A Voice from the Spirit Land, The Vigil und Comfort. Sie war Autorin des Buchs You Can Sing (1928) und der Autobiografie The Life I Have Loved (London 1940). Ihr Sohn Ivor Novello schrieb das Lied Keep the Home Fires Burning, das während des Ersten Weltkrieges äußerst populär war. Ihre adoptierte Tochter war die Konzertpianistin Marie Novello.
Unter ihren Schülern als Gesangslehrerin müssen die amerikanische Schauspielerin und Sängerin Dorothy Dickson sowie der als the mystery man titulierte Bariton Louis Graveure genannt werden.